# Dominic Thiem
Dominic Thiem (nemška izgovarjava: [ˈdɔmɪnɪk ˈtiːm]), avstrijski tenisač, * 3. september 1993, Dunajsko Novo mesto, Avstrija.
Thiem je profesionalni tenisač, ki je bil najvišje uvrščen na moški jakostni lestvici ATP na tretje mesto marca 2020. V svoji karieri je osvojil 17 turnirjev ATP, tudi Odprto prvenstvo ZDA leta 2020, ko je po zaostanku 0:2 v nizih dosegel preobrat za zmago proti Alexandru Zverevu v finalu. To mu je uspelo kot prvemu avstrijskemu tenisaču v zgodovini in prvemu tenisaču rojenemu v 1990-ih letih. Postal je tudi prvi novi zmagovalec turnirja za Grand Slam po Marinu Čiliću leta 2014. To je njegov največji uspeh v karieri in edina zmaga na turnirjih za Grand Slam, kjer se je še trikrat uvrstil v finale, leta 2020 na turnirju za Odprto prvenstvo Avstralije, kjer ga je v finalu premagal Novak Đoković, ter v letih 2018 in 2019 na turnirju za Odprto prvenstvo Francije, kjer ga je v finalu obakrat premagal Rafael Nadal. Od leta 2021 si je prizadeval za povratek po več poškodbah, leta 2024 pa je napovedal konec kariere.

## FinaliGrand Slamov(4)

### Zmage (1)
| Leto | Turnir               | Nasprotnik v finalu | Rezultat finala              |
| 2020 | Odprto prvenstvo ZDA | Alexander Zverev    | 2–6, 4–6, 6–4, 6–3, 7–6(8–6) |

### Porazi (3)
| Leto | Turnir                        | Nasprotnik v finalu | Rezultat finala         |
| 2018 | Odprto prvenstvo Francije     | Rafael Nadal        | 4–6, 3–6, 2–6           |
| 2019 | Odprto prvenstvo Francije (2) | Rafael Nadal        | 3–6, 7–5, 1–6, 1–6      |
| 2020 | Odprto prvenstvo Avstralije   | Novak Đoković       | 4–6, 6–4, 6–2, 3–6, 4–6 |